# Tonga aux Jeux olympiques
Les Tonga participent pour la première fois aux Jeux olympiques d'été de 1984 à Los Angeles. Le Comité national olympique pour les Tonga est le Comité national olympique tongien (Tonga Sports Association and National Olympic Committee), qui est fondé en 1963 et reconnu en 1984. La première délégation nationale à concourir aux Jeux le fait en 1984, depuis toutes les éditions des Jeux olympiques d'été ont été disputées.

Le pays participe aux Jeux olympiques d'hiver pour la 1re fois en 2014.
Un sportif tongien, Paea Wolfgramm remporte la seule médaille de la délégation (au 29 juillet 2008), avec la boxe et une médaille d'argent.
En 2008, le pays a annoncé son intention de participer aux Jeux olympiques d'hiver de 2010, en envoyant un unique athlète à l'épreuve masculine de luge. En décembre 2008, deux athlètes, Fuahea Semi et Taniela Tufunga, furent sélectionnés pour suivre un entraînement à la luge en Allemagne,,. Ils ne parvinrent pas à se qualifier pour 2010, mais Fuahea Semi se qualifia pour l'épreuve de luge aux Jeux d'hiver de 2014, devenant ainsi le premier Tongien à se qualifier pour les Jeux olympiques d'hiver. Il se présenta sous le nom de « Bruno Banani », nom d'une marque de lingerie allemande qui le sponsorisa. Ce choix fut critiqué par le Vice-Président du CIO, Thomas Bach,,.

## Le sportif médaillé
Paea Wolfgramm remporte une médaille d'argent à la compétition de la boxe aux Jeux olympiques d'été de 1996.
| Médaille                           | Nom            | Jeux         | Sport | épreuve                    |
| ---------------------------------- | -------------- | ------------ | ----- | -------------------------- |
| Médaille d'argent, Jeux olympiques | Paea Wolfgramm | 1996 Atlanta | Boxe  | Poids super-welters +91 kg |

## Tableau des médailles

### Par année
| Année | Médaille d'or, Jeux olympiques | Médaille d'argent, Jeux olympiques | Médaille de bronze, Jeux olympiques | Total             |
| 1964  | N'a pas participé              | N'a pas participé                  | N'a pas participé                   | N'a pas participé |
| 1968  | N'a pas participé              | N'a pas participé                  | N'a pas participé                   | N'a pas participé |
| 1972  | N'a pas participé              | N'a pas participé                  | N'a pas participé                   | N'a pas participé |
| 1976  | N'a pas participé              | N'a pas participé                  | N'a pas participé                   | N'a pas participé |
| 1980  | N'a pas participé              | N'a pas participé                  | N'a pas participé                   | N'a pas participé |
| 1984  | 0                              | 0                                  | 0                                   | 0                 |
| 1988  | 0                              | 0                                  | 0                                   | 0                 |
| 1992  | 0                              | 0                                  | 0                                   | 0                 |
| 1996  | 0                              | 1                                  | 0                                   | 1                 |
| 2000  | 0                              | 0                                  | 0                                   | 0                 |
| 2004  | 0                              | 0                                  | 0                                   | 0                 |
| 2008  | 0                              | 0                                  | 0                                   | 0                 |
| 2012  | 0                              | 0                                  | 0                                   | 0                 |
| 2016  | 0                              | 0                                  | 0                                   | 0                 |
| 2020  | 0                              | 0                                  | 0                                   | 0                 |
| Total | 0                              | 1                                  | 0                                   | 1                 |

| Année | Médaille d'or, Jeux olympiques | Médaille d'argent, Jeux olympiques | Médaille de bronze, Jeux olympiques | Total             |
| 1964  | N'a pas participé              | N'a pas participé                  | N'a pas participé                   | N'a pas participé |
| 1968  | N'a pas participé              | N'a pas participé                  | N'a pas participé                   | N'a pas participé |
| 1972  | N'a pas participé              | N'a pas participé                  | N'a pas participé                   | N'a pas participé |
| 1976  | N'a pas participé              | N'a pas participé                  | N'a pas participé                   | N'a pas participé |
| 1980  | N'a pas participé              | N'a pas participé                  | N'a pas participé                   | N'a pas participé |
| 1984  | N'a pas participé              | N'a pas participé                  | N'a pas participé                   | N'a pas participé |
| 1988  | N'a pas participé              | N'a pas participé                  | N'a pas participé                   | N'a pas participé |
| 1992  | N'a pas participé              | N'a pas participé                  | N'a pas participé                   | N'a pas participé |
| 1994  | N'a pas participé              | N'a pas participé                  | N'a pas participé                   | N'a pas participé |
| 1998  | N'a pas participé              | N'a pas participé                  | N'a pas participé                   | N'a pas participé |
| 2002  | N'a pas participé              | N'a pas participé                  | N'a pas participé                   | N'a pas participé |
| 2006  | N'a pas participé              | N'a pas participé                  | N'a pas participé                   | N'a pas participé |
| 2010  | N'a pas participé              | N'a pas participé                  | N'a pas participé                   | N'a pas participé |
| 2014  | 0                              | 0                                  | 0                                   | 0                 |
| 2018  | 0                              | 0                                  | 0                                   | 0                 |
| 2022  | N'a pas participé              | N'a pas participé                  | N'a pas participé                   | N'a pas participé |
| Total | 0                              | 0                                  | 0                                   | 0                 |

### Par sport
| Place | Sport | Médaille d'or, Jeux olympiques | Médaille d'argent, Jeux olympiques | Médaille de bronze, Jeux olympiques | Total |
| 1     | Boxe  | 0                              | 1                                  | 0                                   | 1     |
| Total | Total | 0                              | 1                                  | 0                                   | 1     |

| Place | Sport | Médaille d'or, Jeux olympiques | Médaille d'argent, Jeux olympiques | Médaille de bronze, Jeux olympiques | Total |
| 1     |       | 0                              | 0                                  | 0                                   | 0     |